# Сыроватский, Анатолий Иванович
Анатолий Иванович Сыроватский (укр. Анатолій Іванович Сироватський ; род. 6 мая 1957, Керчь, Крымская область) — советский и украинский футболист, полузащитник; футбольный тренер. Большую часть карьеры игрока провёл в составе симферопольской «Таврии».

## Клубная карьера
Родился 6 мая 1957 года в Керчи. Начал заниматься футболом в детстве, тренировался в местном «Металлурге». Первый тренер — Василий Никитин. Некоторое время занимался под руководством Владимира Демидчика. Участник турнира «Кожаный мяч». После выступления на турнире в Берегово его пригласили в спортивную-школу интернат в Киеве, куда он перешёл по окончании восьмого класса. В Киеве пробыл два года, учась в одном классе с Татьяной Макарец и Людмилой Панчук.
Окончив интернат в 1974 году, присоединился к дублирующему составу симферопольской «Таврии». Тогда же поступив в Симферопольский государственный университет. В следующем сезоне впервые сыграл за основной состав команды в Первой лиге СССР. В 1975 году имел предложение от харьковского «Металлиста», однако главный тренер «Таврии» Сергей Шапошников отказал футболисту в смене клуба. Вместе с командой завоёвывал бронзовые награды Первой лиги 1977 года. По окончании сезона принял участие в турне «Таврии» по Мадагаскару, Сейшельским островам и Танзании.
Окончив университет в 1978 году был призван в армию, где выступал за одесский СКА до 1979 года. Вместе с командой участвовал в турне по Йемену. После этого по приглашению Анатолия Заяева вернулся в симферопольский клуб. В 1980 году команда стала победителем Первой лиги и добилась права выступать в чемпионате СССР, где отыграла один сезон и вылетела обратно. В 1982 году Сыроватский имел предложения от днепропетровского «Днепр» и московского «Торпедо». В 1983 году получив травму мениска был прооперирован, из-за чего не играл в августе-сентябре. В 1984 году «Таврия» вылетела во Вторую лигу. В 1985 году он вновь травмировал мениск, после чего его оперировал Сергей Миронов в Москве. Кроме того, в этом сезоне команда стала победителем Второй лиги СССР. За команду из столицы Крыма выступал вплоть до 1986 года. Сыроватский был включён редакцией сайта Football.ua в список 50 лучших игроков «Таврии» под № 15, а журналист Гарринальд Немировский включил его в символическую сборную «Таврии» третьего десятилетия (1978—1987) её существования.
После этого Сыроватский представлял керченский «Океан» во Второй лиге СССР, а затем в Польше в течение пяти лет в первенстве Вооружённых сил. В 1992 году провёл один матч за ялтинский «Интурист» в Кубке Украины. В 1993 году являлся игроком керченского «Металлурга», выступавшего сначала в Переходной, а затем во Второй лиге Украины. С 1993 по 1994 год выступал за «Чайку» из села Охотниково в любительском чемпионате Украины.

## Карьера в сборной
В 1975 году участвовал в юношеском турнире сборных союзных республик в Ялте. Весной 1976 года приглашался в стан молодёжной сборной СССР, которая участвовала в турнире в Ницце, где в финале сумела победить бразильцев. В конце 1976 года в составе сборной принимал участие в турне по Сингапуру, Таиланду и Индонезии. В 1977 году был вызван для участие в турнире в Иране, где советская команда в решающем матче одолела Венгрию (1:0).

## Тренерская карьера
Тренерскую карьеру начал в 1997 году, возглавив керченский «Портовик». После этого некоторое время возглавлял симферопольскую «Данику». В сезоне 1998/99 входил в тренерский штаб «Таврии». В 2004 году возглавил «Феникс-Ильичёвец», выступавший в чемпионате Крыма. С 2005 года работал в футбольной школе «Таврии». В 2011 году занимал пост тренера молодёжного состава команды, а с 2012 по 2014 года — селекционера. В декабре 2014 года получил тренерскую лицензию категории «В». После аннексии Крыма Россией, с 2014 по 2016 год, являлся тренером «ТСК-Таврии». В 2016 году был одним из претендентов на должность главного тренера армянского «Беркута».

## Достижения
«Таврия»
- Победитель Первой лиги СССР: 1980
- Бронзовый призёр Первой лиги СССР: 1977
- Победитель Второй лиги СССР: 1985

## Семья
Супруга — Анна. Сыновья — Виталий и Дмитрий. Младший брат — футболист Евгений Иванович Сыроватский (род. 1968).

## Статистика
| Сезон            | Клуб             | Лига                    | Чемпионат | Чемпионат | Кубок | Кубок | Дубль | Дубль |
| Сезон            | Клуб             | Лига                    | Игры      | Голы      | Игры  | Голы  | Игры  | Голы  |
| ---------------- | ---------------- | ----------------------- | --------- | --------- | ----- | ----- | ----- | ----- |
| 1975             | Таврия           | Первая лига СССР        | 2         | 0         |       |       |       |       |
| 1976             | Таврия           | Первая лига СССР        | 13        | 0         |       |       |       |       |
| 1977             | Таврия           | Первая лига СССР        | 19        | 1         | 1     | 0     |       |       |
| 1978             | Таврия           | Первая лига СССР        | 7         | 0         | 2     | 0     |       |       |
| 1978             | СКА Одесса       | Первая лига СССР        | 16        | 0         |       |       |       |       |
| 1979             | СКА Одесса       | Первая лига СССР        | 32        | 3         | 4     | 0     |       |       |
| 1980             | Таврия           | Первая лига СССР        | 35        | 7         | 6     | 0     |       |       |
| 1981             | Таврия           | Высшая лига СССР        | 30        | 3         | 4     | 0     |       |       |
| 1982             | Таврия           | Первая лига СССР        | 39        | 1         | 7     | 0     |       |       |
| 1983             | Таврия           | Первая лига СССР        | 24        | 1         | 2     | 0     | 4     | 0     |
| 1984             | Таврия           | Первая лига СССР        | 42        | 9         | 2     | 1     |       |       |
| 1985             | Таврия           | Вторая лига СССР        | 23        | 1         |       |       |       |       |
| 1986             | Таврия           | Вторая лига СССР        | 6         | 0         | 1     | 0     |       |       |
| 1986             | Океан (Керчь)    | Вторая лига СССР        | 10        | 3         |       |       |       |       |
| 1987             | Океан (Керчь)    | Вторая лига СССР        | 35        | 1         |       |       |       |       |
| 1992/93          | Интурист         | Чемпионат Крыма         |           |           | 1     | 0     |       |       |
| 1992/93          | Войковец         | Переходная лига Украины | 9         | 0         |       |       |       |       |
| 1993/94          | Металлург        | Вторая лига Украины     | 5         | 0         | 1     | 0     |       |       |
| Всего за карьеру | Всего за карьеру | Всего за карьеру        | 347       | 30        | 31    | 1     | 4     | 0     |